# أنطونيو مارتينيز رون
أنطونيو مارتينيز رون (بالإسبانية: Antonio Martínez Ron) هو صحفي علم ‏ وكاتب إسباني، ولد في 3 مايو 1976 في مدريد في إسبانيا.